# Lipník (Slowakei)
Lipník (ungarisch Hársas – bis 1907 Lipnik) ist eine Gemeinde in der West-Mitte der Slowakei mit 595 Einwohnern (Stand 31. Dezember 2024), die zum Okres Prievidza, einem Teil des Trenčiansky kraj, gehört.

## Geographie
Die Gemeinde befindet sich im nordöstlichen Teil des Talkessels Hornonitrianska kotlina am Fuße des Žiargebirges, im Tal der Handlovka im Flusssystem der Nitra. Das Ortszentrum liegt auf einer Höhe von 321 m n.m. und ist neun Kilometer von Prievidza entfernt.
Nachbargemeinden sind Dubové im Norden, Chrenovec-Brusno im Osten, Veľká Čausa im Süden und Westen und Malá Čausa im Nordwesten.

## Geschichte
Lipník wurde zum ersten Mal 1355 schriftlich erwähnt und war damals Teil des Herrschaftsgebiets der Burg Sivý Kameň, später war es Besitz der Familie Kerek. Zwischen 1431 und 1434 wurde das Dorf in den Kämpfen zwischen den örtlichen Gutsherren, Anhängern von Sigismund und Hussiten zerstört. 1492 kam Lipník in den Besitz der Familie Majthény und wurde 1695 Bestandteil des Herrschaftsgebiets von Weinitz. 1778 hatte die Ortschaft 27 Haushalte, 1828 zählte man 28 Häuser und 192 Einwohner, die als Landwirte und Waldarbeiter beschäftigt waren.
Bis 1918 gehörte der im Komitat Neutra liegende Ort zum Königreich Ungarn und kam danach zur Tschechoslowakei beziehungsweise heute Slowakei.
Von 1976 bis 1990 war Lipník Teil der Nachbargemeinde Chrenovec-Brusno.

## Bevölkerung
| Jahr                | 1994 | 2004    | 2014    | 2024     |
| ------------------- | ---- | ------- | ------- | -------- |
| Anzahl der Personen | 486  | 477     | 511     | 595      |
| Unterschied         |      | −1,85 % | +7,12 % | +16,43 % |

| Jahr                | 2023 | 2024    |
| ------------------- | ---- | ------- |
| Anzahl der Personen | 597  | 595     |
| Unterschied         |      | −0,33 % |

Nach der Volkszählung 2011 wohnten in Lipník 492 Einwohner, davon 483 Slowaken, drei Magyaren und ein Pole. Ein Einwohner gab eine andere Ethnie an und vier Einwohner machten keine Angabe zur Ethnie.
368 Einwohner bekannten sich zur römisch-katholischen Kirche und drei Einwohner zur Evangelischen Kirche A. B.; zwei Einwohner bekannten sich zu einer anderen Konfession. 64 Einwohner waren konfessionslos und bei 39 Einwohnern wurde die Konfession nicht ermittelt.

## Bauwerke und Denkmäler
- Holzglockenturm aus der Mitte des 19. Jahrhunderts